# Глухарь (телесериал)
«Глуха́рь» — российский телевизионный сериал, транслировавшийся на телеканале НТВ с 24 ноября 2008 года по 28 октября 2011 года. На протяжении трёх сезонов, состоящих из 160 эпизодов, сюжет повествует о сотрудниках вымышленного отдела милиции «Пятницкий» в Москве. Создатель сериала — Илья Куликов, главные роли исполнили Максим Аверин, сыгравший центрального персонажа истории — следователя Сергея Глухарёва, а также Денис Рожков, Виктория Тарасова, Владислав Котлярский и другие.
По оценкам СМИ, «Глухарь» стал одним из самых популярных и рейтинговых российских сериалов: в среднем доля аудитории проекта составила 35 % от всей российской телевизионной аудитории, а максимальный показатель достигал 37—40 % зрителей. Сериал был отмечен рядом наград, в частности, в 2011 году он был удостоен премии «ТЭФИ» в номинации «лучший телевизионный художественный сериал», статуэтку за роль Глухарёва получил и Максим Аверин.
В 2010 году в прокат вышел полнометражный фильм с героями сериала, получивший название «Глухарь в кино». Помимо этого, проект породил ряд ответвлений: киноцикл «Отдел», сериалы «Пятницкий» и «Карпов», а также три новогодних эпизода.

## Сюжет

### Синопсис
Главные герои сериала — следователь отдела внутренних дел «Пятницкий» Сергей Глухарёв и его лучший друг Денис Антошин, сотрудник районной ДПС (позже — оперативник службы криминальной милиции). Сергей встречается с Ириной Зиминой, которая является его непосредственным начальником. Они любят друг друга и давно могли бы пожениться, но тогда кому-то из них придётся уйти из органов. Эта ситуация сохраняется на протяжении всех трёх сезонов сериала. Параллельно с повествованием о жизни основных персонажей сериала демонстрируются различные дела, с которыми по долгу службы сталкиваются милиционеры.

### Первый сезон
Сезон начинается с знакомства капитана юстиции Глухарёва и Николая Тарасова, молодого выпускника юрфака, устроившегося в ОВД «Пятницкий» на стажировку. Антошин снимает проститутку Настю, через некоторое время у них завязываются отношения; Тарасов начинает встречаться с Мариной, единокровной сестрой Глухарёва. Параллельно демонстрируется противостояние начальника следственного отдела «Пятницкого» Ирины Зиминой и начальника криминальной милиции Станислава Карпова и их борьба за кресло начальника «Пятницкого».

### Второй сезон («Продолжение»)
Антошин, к тому моменту уволенный из ДПС, при помощи возглавившей «Пятницкий» Зиминой устраивается на службу в криминальную милицию отдела. Глухарёв продолжает работать в «Пятницком» на должности исполняющего обязанности начальника следствия; он попадает в зависимость от сильно действующих психотропных препаратов, и это начинает угрожать его здоровью. Показана сюжетная линия «оборотня в погонах» Игоря Морозова, назначенного на должность начальника следствия ОВД и вступившего в конфронтацию с главными героями. Завершающие серии сезона повествуют о неудачной попытке Тарасова своими силами наказать заказчика убийства его отца, преуспевающего адвоката, в результате которой сам Николай оказывается в СИЗО, а Глухарёва тяжело ранят.

### Третий сезон («Возвращение»)
Глухарёв, оправившись после ранения, продолжает работу на должности начальника следствия в звании майора юстиции. Тарасов начинает разочаровываться в профессии и теряет свои идеалы, а Антошин на почве расставания с Настей постепенно спивается. Ближе к концу сезона Зимина при помощи Карпова становится судьёй и покидает «Пятницкий», сам же начальник криминальной милиции становится исполняющим обязанности начальника ОВД. В финальных сериях Глухарёв начинает вести видеодневник, а позже выкладывает в Интернет видеообращение, в котором рассказывает о своём видении ситуации в МВД. В заключительной серии Карпов после конфликта с Глухарёвым в нетрезвом виде попадает в ДТП и устраивает массовое убийство, Зимина по просьбе генерала Захарова возвращается на пост начальника ОВД «Пятницкий», а Сергей и Денис увольняются из МВД.

## Создание

### Замысел и подбор актёров
Изначально «Глухарь» должен был стать двадцатиминутным короткометражным фильмом сугубо «для своих». По словам автора сериала Ильи Куликова, он не собирался представлять эту «зарисовку» серьёзным продюсерам и писал, ничего не «причёсывая» и не скрывая, излагая правду жизни. Образы главных героев, по признанию сценариста, были списаны с его друзей — реальных следователя и сотрудника ДПС. «В каждой серии если не главная линия, то добавочная или какие-то намётки истории взяты из жизни. Их мне подсказывают те же друзья», — рассказывал Куликов.
Подбор актёров для сериала осуществляла режиссёр Гузэль Киреева. Первоначально роль следователя Глухарёва предлагалась актёрам Кириллу Плетнёву и Ивану Кокорину, но оба отказались от неё. Претендентов на роль Ирины Зиминой, кроме Виктории Тарасовой, не было. Дениса Рожкова, исполнителя роли офицера ДПС, Киреева приметила во время подбора актёров для проекта «Безмолвный свидетель».
«В принципе, я же влетел последним в эту историю, когда уже был собран основной костяк, но главного героя ещё искали. И вот наконец на мне продюсеры и режиссёр пришли к консенсусу», — рассказывал впоследствии Максим Аверин в интервью изданию «Московский комсомолец». «В общем, когда посмотрели одного Максима, было уже неинтересно смотреть других», — говорил Илья Куликов.

### Съёмки и производство

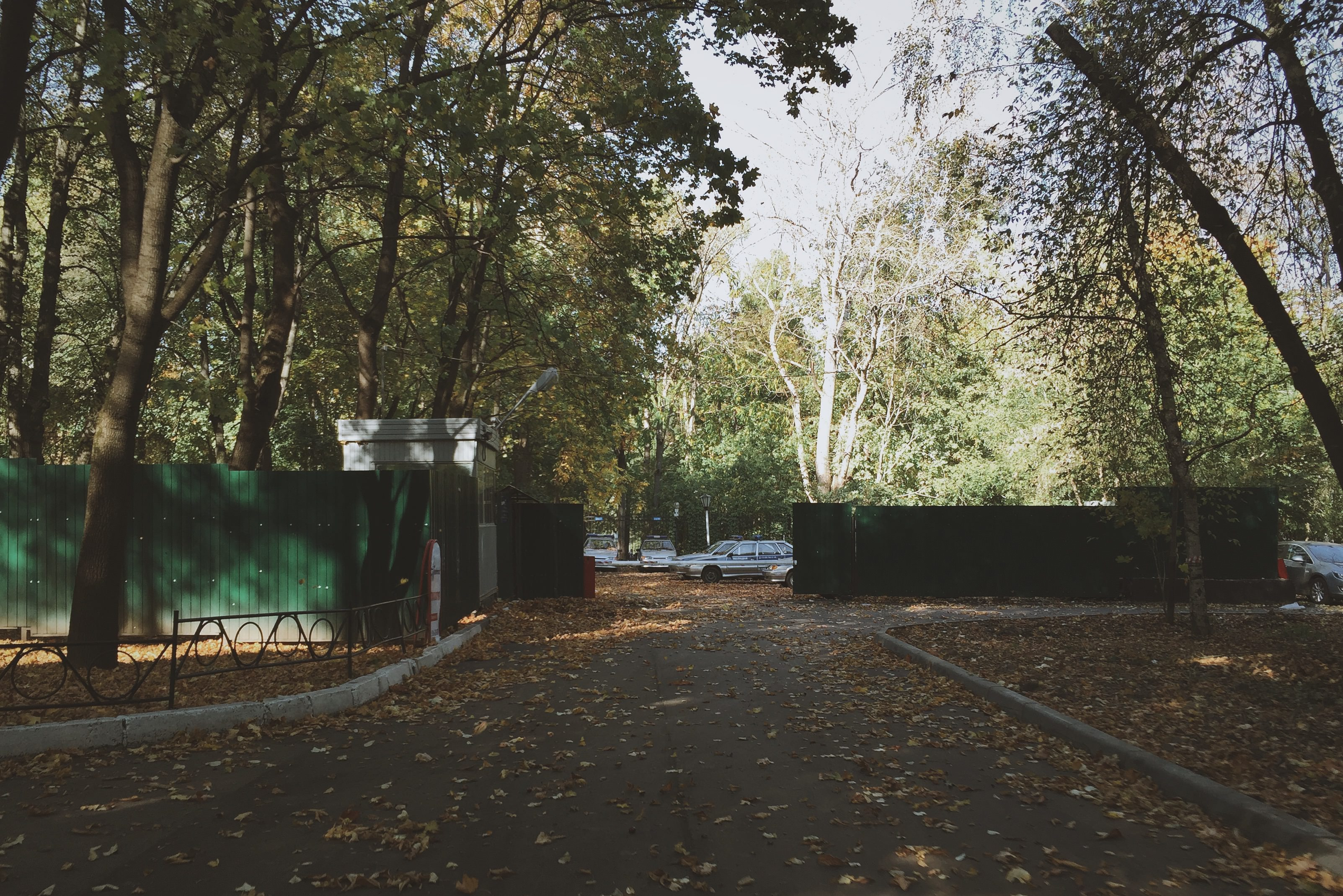
Съёмки ряда сцен сериала проходили на территории отдела милиции ВВЦ

Производство сериала осуществлялось телекомпанией «DIXI Медиа» (генеральный продюсер Ефим Любинский). В написании сценариев к эпизодам «Глухаря» принимали участие Кирилл Юдин, Игорь Маслов, Василий Внуков, Валерия Подорожнова, а также сам Илья Куликов. Над сериалом работал режиссёрский ансамбль, в который вошли режиссёры Гузэль Киреева, Тимур Алпатов, Рустам Уразаев, Вячеслав Каминский, Сергей Лесогоров, Борис Казаков, Юрий Попович, Валерий Мызников. В качестве режиссёра нескольких эпизодов «Глухаря» выступил сам исполнитель главной роли Максим Аверин. Автор саундтрека к «Глухарю» — композитор Алексей Шелыгин, писавший музыку для ряда проектов, в том числе для телесериала «Бригада». Художник-постановщик — Ирина Алексеева.
Зданием несуществующего в реальности ОВД «Пятницкий» послужил отдел милиции ВВЦ (ныне — отдел полиции по обслуживанию ВДНХ). По словам Киреевой, название «Пятницкий» отдел получил от одноимённой московской улицы. "Я просто очень люблю названия старых московских улиц. <…> И когда художник Ира Алексеева спросила, какую надпись делать на табличке, я сказала: «Напишите „Пятницкий“», — рассказывала режиссёр в интервью еженедельной газете «Собеседник».
Декорации сериала, изображавшие, в частности, квартиры Глухарёва, Антошина, Зиминой и помещения ОВД, были размещены в павильонах ВВЦ (ныне — ВДНХ) — «Космос» и «Плодоовощеводство». На территории выставочного центра проводились также съёмки ряда сцен сериала. Сцены на трассах снимались при содействии сотрудников ГИБДД по Северо-Восточному административному округу и лично Петра Шкурата, заместителя начальника ГИБДД по СВАО.

## Актёры и персонажи
- Максим Аверин — Сергей Викторович Глухарёв — капитан (с 48-й серии второго сезона — майор) юстиции, следователь, заместитель начальника следственного отдела, а впоследствии исполняющий обязанности начальника и начальник следственного отдела ОВД «Пятницкий».
- Денис Рожков — Денис Олегович Антошин — лейтенант (с 3-й серии первого сезона — старший лейтенант) милиции, инспектор ДПС, со второго сезона — оперуполномоченный уголовного розыска ОВД «Пятницкий». Лучший друг Глухарёва.
- Виктория Тарасова — Ирина Сергеевна Зимина — майор (с 42-й серии первого сезона — подполковник) юстиции, начальник следственного отдела ОВД «Пятницкий», в 48-й серии первого сезона в звании подполковника милиции становится начальником ОВД «Пятницкий». Одна воспитывает сына Сашу, параллельно встречается с Глухарёвым.
- Владимир Фекленко — Николай Викторович Тарасов — лейтенант (с 62-й серии третьего сезона — старший лейтенант) юстиции, следователь ОВД «Пятницкий». Сын известного адвоката Виктора Васильевича Тарасова, который выступал против работы сына в органах внутренних дел.
- Владислав Котлярский — Станислав Михайлович Карпов — майор (с 42-й серии первого сезона — подполковник) милиции, начальник службы криминальной милиции, в последних эпизодах становится исполняющим обязанности начальника ОВД «Пятницкий».
- Мария Болтнева — Анастасия Владимировна Клименко (Антошина) — девушка (с 41 серии третьего сезона — жена) Антошина. Была проституткой, во втором сезоне устраивается на работу в Фонд помощи бездомным.
- Александр Бобров — Андрей Ильич Агапов — старший лейтенант (с 62-й серии третьего сезона — капитан) юстиции, следователь ОВД «Пятницкий».
- Борис Покровский — Алексей Григорьевич Черенков — старший лейтенант (с 62-й серии третьего сезона — капитан) юстиции, следователь ОВД «Пятницкий».
- Мария Рассказова — Марина Викторовна Глухарёва — единокровная сестра Глухарёва, девушка Тарасова.

## Показ
В первом и втором сезонах телесериала — 48 эпизодов, в третьем сезоне — 64. Премьера первого сезона состоялась 24 ноября 2008 года, второй вышел на экраны 14 сентября 2009 года. Показ третьего сезона шёл «блоками» из нескольких эпизодов и начался 20 сентября 2010 года. Заключительная серия «Глухаря» была показана 28 октября 2011 года, в этот же день на НТВ в рамках показа шоу «Прощай, Глухарь! Необыкновенный концерт» состоялось «прощание с сериалом», на котором, по словам телеобозревателя Арины Бородиной, «Максима Аверина чествовали как национального героя».
Сериал транслировался не только на НТВ, но и на ведущем украинском национальном телеканале «Украина». В связи с начавшимся в 2014 году бойкотом российского кино на Украине в списке запрещённых к показу на территории страны фильмов и телесериалов оказался новогодний эпизод «Глухарь. Снова Новый!»; соответствующий документ был опубликован в ноябре 2016 года Национальным советом Украины по вопросам телевидения и радиовещания.

## Художественные особенности

### Название
В названии сериала обыгрывается неформальное прозвище главного героя — Сергея Глухарёва. Также на профессиональном жаргоне сотрудников правоохранительных органов «глухарь» означает нераскрытое уголовное дело и синонимично слову «висяк».

### Образ сотрудника правоохранительных органов
Говоря об образе главного героя сериала, Куликов назвал его «достаточно типичным милиционером». В эфире программы «Телехранитель» на радиостанции «ЭХО Москвы» он охарактеризовал Сергея Глухарёва как человека, устроившегося на службу в органы внутренних дел для того, чтобы помогать людям. «Но когда он пришёл, он увидел, сколько платят, что происходит и что он не может просто жить на эти деньги. У него не было проблем уйти куда-то в бизнес, пойти зарабатывать эти деньги, но он не может, потому что он хочет людям помогать. И вот здесь он разрывается между этим. <…> В этом его драма, в этом его конфликт», — говорил сценарист.
«У меня, да, наверное, и у многих, язык не повернётся назвать Глухарёва и его товарищей „полицейскими“, хотя было бы соблазнительно услышать его мнение по данному вопросу. „Я — мент“, — так скажет о себе герой Максима Аверина накануне финала сериала. И будет прав. Но это „наш мент“. Он такой же, как и мы, как и наша жизнь, и потому он вызывает доверие и уважение, хотя некоторые его деяния, как и поступки иных его коллег, способны вызвать оторопь и ужас…», — писал заведующий кафедрой радио и телевидения факультета журналистики Санкт-Петербургского государственного университета Сергей Ильченко.
Кандидат философских наук Арсений Хитров в своей статье «Образ полиции в современных российских телесериалах» (англ. Representations of the Police in Contemporary Russian Police TV Series), опубликованной в американском журнале Journal of Communication Inquiry, подчёркивал, что в сериале действия сотрудников правоохранительных органов, применяющих насилие, маркируются как незаконные, но в конце оправдываются с помощью таких категорий, как закон, порядок, насилие, справедливость, власть, безопасность, преступление, мораль, норма и контроль.
Кандидат филологических наук Ольга Ганжа в статье «„Глухарь“ как национальная идея» в ежемесячном научном журнале «Искусство кино» замечает, что «основной задачей жизни персонажей в сериале выполнение профессиональных обязанностей не является», а методы раскрытия преступлений своеобразны: это насилие, проникновение в преступный мир, а самый распространённый способ — случайность. «Только в последнюю очередь приходится прибегать к логическим умозаключениям, дедуктивному методу, результатам деятельности экспертов, выполнению стандартных следственных действий», — писала она. Сергея Глухарёва Ганжа охарактеризовала как в меру коррумпированного, в меру жёсткого и в меру непогрешимого.

### Параллели с реальными сотрудниками МВД
В прессе неоднократно упоминались сходства историй некоторых персонажей сериала и реально существующих сотрудников милиции. В 62-й серии третьего сезона майор Глухарёв записывает видеообращение, в котором рассказывает о беззаконии, творящемся в органах внутренних дел, а затем выкладывает его в Интернет; подобная история произошла в 2009 году, когда майор милиции из Новороссийска Алексей Дымовский в двух видеороликах обратился к председателю правительства России Владимиру Путину и офицерам России, а позже опубликовал их на своём личном сайте. В заключительном эпизоде «Глухаря» и. о. начальника ОВД «Пятницкий» подполковник Карпов, будучи в состоянии алкогольного опьянения, попадает в ДТП, а затем открывает огонь по сотрудникам ДПС и участникам аварии; известен аналогичный случай, когда в апреле 2009 года начальник ОВД «Царицыно» майор Денис Евсюков убил подвозившего его водителя, а затем устроил стрельбу в московском супермаркете «Остров». Сходство Карпова и Евсюкова отмечали, в частности, кинокритик Юрий Богомолов и обозреватель РИА Новости Сергей Варшавчик.
Отвечая на вопрос слушателя в эфире радиостанции «ЭХО Москвы», создатель сериала Илья Куликов ни подтвердил, ни опроверг информацию об идентичности образов реальных милиционеров с «киношными».

## Реакция

### Критика и отзывы
Сериал высоко оценил генерал армии Рашид Нургалиев, занимавший пост министра внутренних дел Российской Федерации в 2004—2012 годы. Отвечая на вопросы журналистов в сентябре 2011 года, он заявил, что является поклонником «Глухаря»; по мнению министра, в нём удалось показать психологию и жизнь сотрудников ведомства. «Остальные сериалы какие-то не те. Иной раз даже, выступая перед коллегами, говорю: обратите внимание, потому что важна оперативная психология», — говорил Нургалиев. По словам генерального продюсера «DIXI Медиа» Ефима Любинского, проект получил положительные отзывы и от рядовых сотрудников органов внутренних дел.
По мнению генерального директора «Первого канала» Константина Эрнста, успех сериала построен на том, что «мент-фрик» в исполнении Аверина, берущий взятки и нарушающий закон, естественен: не боясь выйти из «зоны комфорта», на экране он воплощает невозможность обычного человека вести себя так, как ведёт он.
По мнению заведующего кафедрой радио и телевидения факультета журналистики СПбГУ Сергея Ильченко, «Глухарь» оказался «гораздо ближе к реальностям нашего суматошного и циничного времени, чем самые мудрые и благие планы реформирования системы правоохранительных органов». Говоря о последних эпизодах сериала, он отмечал, что они вряд ли прибавили «радости и веселья зрителям».
Доктор психологических наук, профессор кафедры психологии Военного университета Министерства обороны Российской Федерации Пётр Кормченый высказывал мнение, что «Глухарь» и в особенности его спин-офф «Карпов» играют существенную роль в формировании отрицательного образа сотрудника МВД.
«Полицейская микросреда воспитана на современных милицейских боевиках. Если мы думаем, что нашумевший сериал „Глухарь“ учит полицейских добру и профессиональному отношению к работе, то мы глубоко ошибаемся. Ажиотаж и восторг у многих телезрителей от сериала — „наконец показали правду о полиции“, не что иное, как принятие за правду заведомо вымышленной трагикомедии», — писал доктор юридических наук, профессор кафедры уголовного права Уфимского юридического университета МВД России Леонид Сердюк.
Журналист сетевого издания «Частный Корреспондент» Виктор Топоров охарактеризовал героев истории как «хороших плохих парней». Он отмечал, что в «Глухаре» предложена «принципиально новая философия силовых структур и отношения к ним в различных слоях населения, так, увы, и не ставшего гражданским обществом». Также Топоров высказал мнение, что сериал «хорош скорее как инструкция по применению». «Как инструкция по применению такого, мягко говоря, обоюдоострого живого оружия, как отечественная милиция. Относись к ней, чтобы она сработала как надо (и не сработала как не надо), с лаской и с опаской. С обязательной опаской и со всею мыслимой и немыслимой лаской», — писал он.

### Рейтинги
Как отмечала телеобозреватель Арина Бородина, с выходом сериала в эфир в ноябре 2008 года на НТВ «начался невероятный рост рейтингов», причём успех был одинаковым как в Москве, так и других городах России: доля достигала почти 25 % аудитории телеканала. В летний «мёртвый сезон», когда на телеканале эпизоды были показаны повторно, показатели сдвоенных серий достигли 27—28 %.
В сентябре 2009 года на экраны вышел второй сезон «Глухаря», рейтинги которого с первой же серии достигли показателей около 30 % и фактически не снижались несколько недель; таким образом, дважды за месяц «Глухарь. Продолжение» становился самым популярным телепроектом в России, повлияв на показатели НТВ в целом. Финальные эпизоды второго сезона собрали около 42 % зрителей. Как отмечало интернет-издание NEWSru.com, в этот период «Глухарь» оставался «непотопляемым лидером в своём сегменте телесмотрения»
Третий сезон, как и предыдущий, имел большой успех у зрителей. В статье в газете «Коммерсантъ» от 12 октября 2011 года Арина Бородина писала, что «Глухаря» по телевизору смотрел почти каждый восьмой житель Москвы, а уже в ноябре в статье под названием «Как НТВ разговаривает со страной» обозреватель отмечала, что каждый седьмой москвич посмотрел сериал. В других российских городах показатели проекта составляли 31—33 % аудитории. Финальные эпизоды сериала посмотрели более трети всех телезрителей России.
В среднем доля аудитории телесериала составила 35 %, максимальный же показатель выходил на уровень 37 — 40 %, доля зрителей в Москве достигала 38 %; подобного успеха не было ни у одного сериала НТВ. «Для „Первого“ и „России 1“ показ „Глухаря“ на НТВ был головной болью — рейтинги сериала перекрывали прайм-тайм обоих госканалов», — писала Арина Бородина. По словам обозревателя РИА Новости Сергея Варшавчика, за почти три года показа проект стал для канала «курицей, несущей золотые яйца в виде высочайших рейтингов».

### Награды и номинации
| Награда                                | Год вручения | Категория                                                   | Номинант             | Результат |
| -------------------------------------- | ------------ | ----------------------------------------------------------- | -------------------- | --------- |
| Золотой орёл                           | 2010         | «лучший телевизионный сериал»                               | телесериал «Глухарь» | Номинация |
| Золотой орёл                           | 2010         | «лучшая мужская роль на телевидении»                        | Максим Аверин        | Номинация |
| ТЭФИ                                   | 2010         | «телевизионный художественный сериал»                       | телесериал «Глухарь» | Победа    |
| ТЭФИ                                   | 2010         | «исполнитель мужской роли в телевизионном фильме / сериале» | Максим Аверин        | Победа    |
| ТЭФИ                                   | 2012         | «продюсер фильма / сериала»                                 | Ефим Любинский       | Номинация |
| народная премия «Телезвезда» (Украина) | 2010         | «любимый мини-сериал»                                       | телесериал «Глухарь» | Победа    |
| народная премия «Телезвезда» (Украина) | 2011         | «любимый детективный сериал»                                | телесериал «Глухарь» | Победа    |
| народная премия «Телезвезда» (Украина) | 2012         | «любимый актёр»                                             | Максим Аверин        | Победа    |

## Производные и сопутствующие проекты

### Новогодние эпизоды
31 декабря 2009 года на НТВ состоялась премьера фильма «Глухарь. Приходи, Новый год!» режиссёра Юрия Поповича. По сюжету Глухарёв и Антошин с целью наживы предпринимают неудачную попытку обманом собрать с сотрудников ОВД деньги на похороны несуществующего следователя, Зимина же, узнав об этом, заставляет друзей дежурить в новогоднюю ночь. В эпизоде также появились персонажи сериала «Литейный» подполковник Ухов (Андрей Федорцов) и майор Мельникова (Анастасия Мельникова).
Через год, 31 декабря 2010 года на экраны вышел фильм «Глухарь. Снова Новый!», режиссёром которого вновь выступил Юрий Попович. Действие эпизода разворачивается накануне Нового года: старший лейтенант Черенков, обиженный на розыгрыш коллег, решает отомстить, подбросив каждому из них поддельные письма с различными поручениями от имени Зиминой.
Уже после завершения основного сериала НТВ выпустил картину «Опять Новый!», премьера которой состоялась 31 декабря 2011 года. В отличие от предыдущих новогодних эпизодов, в данном проекте Максим Аверин, Денис Рожков, Виктория Тарасова и Владислав Котлярский исполнили роли самих себя.

### Полнометражный фильм
21 апреля 2010 года в московском кинотеатре «Пушкинский» состоялась премьера фильма по мотивам сериала — «Глухарь в кино». Режиссёром картины выступил Владимир Виноградов; помимо актёров «Глухаря», в проекте снялись Алексей Серебряков, Борис Химичев, Вячеслав Манучаров, Юрий Чурсин. Как отмечала газета «Известия», опыт полнометражной адаптации телевизионного проекта оказался провальным: «Глухарь в кино» собрал 1,4 миллионов долларов при бюджете в 2,5 миллионов долларов. Телевизионная премьера фильма состоялась 17 сентября 2010 года на НТВ.
«Выпуская „Глухаря в кино“, продюсеры НТВ, всегда тяготевшего скорее к кинопроизводству по западному образцу, нежели к поискам национального своеобразия, теперь идут вразрез с общепринятой в последнее время в России практикой, когда снятый на деньги телеканала кинофильм по своей стилистике изначально заточён под отработанную схему: выжав все, что можно, из проката, выпустить на телеэкраны более развёрнутую версию», — писала о картине журналист и кинокритик Лидия Маслова.

### Цикл «Отдел»
В 2010 году на НТВ был представлен очередной проект — киноцикл «Отдел», состоящий из четырёх самостоятельных картин, каждая из которых посвящена каким-либо персонажам сериала «Глухарь». Первый фильм серии — «Дэн» (режиссёр Георгий Гаврилов): по сюжету Денис Антошин вместе со своей девушкой Настей отправляется в провинциальный райцентр, чтобы решить вопрос с похоронами умершей тёти; по прибытии выясняется, что родственница милиционера умерла не своей смертью. Эпизод «По праву» (режиссёр Игорь Холодков) рассказывает о попытке Николая Тарасова по просьбе своей бывшей девушки разобраться в запутанной экономической схеме. Фильм «Пятницкий» (режиссёр Георгий Гаврилов) повествует о противостоянии Ирины Зиминой и нового префекта округа, а также демонстрирует сюжетные линии нескольких сотрудников ОВД. Главными героями эпизода «Страшные лейтенанты» (режиссёр Тимур Алпатов) являются следователи Агапов и Черенков, оказавшиеся на свадьбе сестры первого; роль приглашённого певца в эпизоде исполнил музыкант Алексей Воробьёв.

### Эпизод телесериала «Погоня за тенью»
Персонаж Сергей Глухарёв в исполнении Аверина появился в эпизоде «Последняя надежда» телесериала «Погоня за тенью», сюжет которого повествует о сотрудниках оперативно-розыскного отдела, занимающихся розыском пропавших людей в Москве. Режиссёрами проекта выступили Виктор Демент, а также уже работавшая над «Глухарём» Гузэль Киреева. Премьера сериала состоялась 14 февраля 2011 на НТВ.

### Телесериалы «Пятницкий» и «Карпов»
После завершения «Глухаря» на НТВ вышли сразу два его спин-оффа: «Пятницкий» и «Карпов». Премьера телесериала «Пятницкий» состоялась на НТВ в октябре 2011 года, ключевыми героями сериала стали Ирина Зимина и персонажи из одноимённого эпизода киноцикла «Отдел», также были задействованы некоторые герои основного сериала: Денис Антошин, Станислав Карпов, Николай Тарасов, Андрей Агапов. Телесериал «Карпов» вышел на экраны в сентябре 2012 года; в центре повествования — судьба Станислава Карпова после совершения им массового убийства и содержания в психиатрической клинике на принудительном лечении.